# بين فيني
بين فيني (بالإنجليزية: Ben Finney)‏ هو عالم إنسان ومؤرخ أمريكي، ولد في 1 أكتوبر 1933، وتوفي في 23 مايو 2017.